# Camacolaimus bathycola
Camacolaimus bathycola is een rondwormensoort uit de familie van de Camacolaimidae. De wetenschappelijke naam van de soort is voor het eerst geldig gepubliceerd in 1922 door Filipjev.